# Организация африканских институциональных церквей
Организация африканских институциональных церквей (англ. Organization of African Instituted Churches, OAIC) — христианская экуменическая организация в Африке.

## История
Организация африканских институциональных церквей берет свое начало в работе епископа Коптской православной церкви Египта Антониуса Маркоса в Найроби, Кения. К его инициативе присоединилось 22 африканских церкви. Организация была открыта в 1975 году в Кении и официально зарегистрирована в Каире, Египет, в 1978 году. Маркос оставался её руководителем до 1990 года. К 2006 году организация насчитывала в своём составе 298 церквей.
К институциональным церквям Африки социологи относят эфиопские, протестантские (в основном пятидесятнические), мессианские и ряд других церквей.
Организация является членом Всемирного совета церквей и представительным органом, который объединяет африканские независимые и институциональные церкви, предлагает им форум для обмена мнениями по проблемам и планам, способствует церквям эффективно служить потребностям своих членов и сообществ. Организация способствует теологическому просвещению, борьбой с распространением ВИЧ/СПИДа, вопросами женщин.